# Manuel de Solà-Morales i Rubió
Manuel de Solà-Morales i Rubió   (Vitòria, 8 de gener de 1939 - Barcelona, 27 de febrer de 2012) fou un arquitecte i urbanista català, catedràtic d'urbanisme de l'Escola Tècnica Superior d'Arquitectura de Barcelona i fundador de la Societat Catalana d'Ordenació del Territori, adscrita a l'Institut d'Estudis Catalans. Guanyador del Premi Nacional d'Urbanisme (1983) i Gran Prix d'Urbanisme Europa (2000), l'any 2009 li va ser atorgada la Creu de Sant Jordi.

## Biografia
Nascut a la ciutat basca de Vitòria el 8 de gener de 1939, fou fill de l'arquitecte olotí Manuel de Solà-Morales i de Rosselló, net de l'arquitecte reusenc Joan Rubió i Bellver, així com germà gran del també arquitecte Ignasi de Solà-Morales i Rubió, i oncle de Clara de Solà-Morales Serra. Doctorat com a arquitecte per l'Escola d'Arquitectura de Barcelona, va ser deixeble de Ludovico Quaroni a Roma i de Josep Lluís Sert a Harvard. Llicenciat en Ciències econòmiques per la Universitat de Barcelona i màster en City Planning per la Universitat Harvard.
Professor i catedràtic d'urbanisme de l'Escola Tècnica Superior d'Arquitectura de Barcelona (ETSAB-UPC). Fundador i director des del 1968 del Laboratori d'Urbanisme de Barcelona. Director de l'Escola Tècnica d'Arquitectura des de 1994 a 1998. Va impartir cursos a les universitats de Cambridge, Hàrvard i NYU (Estats Units), Lisboa, Nàpols, Santiago de Xile, T.H. Delft, Politècnic de Venècia, Metropolitana de Mèxic, Nacional de Caracas i Porto Alegre, així com conferències i debats en moltes altres ocasions internacionals. Fou fellow de la Universitat de Cambridge (1984), membre de l'Academie Française de l'Architecture (2003) i doctor honoris causa per la Universitat de Lovaina (2004).
L'any 1979 fou membre fundador i primer president de la Societat Catalana d'Ordenació del Territori (SCOT), entitat vinculada a l'Institut d'Estudis Catalans.
Ha estat editor de la col·lecció “Materiales de la ciudad” i “Ciencia Urbanística” de l'editorial Gustavo Gili, fundador i redactor d'”Arquitecturas Bis” i d'“UR-Urbanismo revista”, publicació del Laboratori d'urbanisme. Ha estat col·laborador habitual a les publicacions d'arquitectura nacionals i internacionals “Lotus”, “Casabella”, “Perspecta”, “Archis”,”Daidalos” i “Quaderns d'Arquitectura i Urbanisme”. També ha publicat prop d'un centenar d'articles en diverses revistes i llibres col·lectius.
La personalitat disciplinària de Manuel de Solà-Morales va ser marcada pel fet de combinar estretament l'activitat teòrica i docent amb l'experiència professional. Com a teòric, fou mestre de diferents generacions, iniciant des dels anys 70 la reflexió sobre Ildefons Cerdà i l'Eixample de Barcelona, i sobre morfologia urbana en general. Va lluitar per la identificació sense fractura teòrica entre Arquitectura i Urbanisme, que ha resumit en els seus cursos com “urbanisme per arquitectes”. El primer màster de la UPC “Projectar la perifèria” al CCCB (1990-1994) destaca l'atenció a les perifèries urbanes i als temes de l'espai públic que seran en endavant preeminents per l'autor. L'atenció al concepte i la pràctica del “Projecte Urbà”, ha centrat des dels anys 80 una postura de rebuig dels reduccionismes de l'urbanisme funcional i/o administratiu, i així ho ha demostrat en la seva pràctica.
Va ser coordinador, juntament amb l'urbanista Joan Antoni Solans, de la Revisió del Pla Comarcal de Barcelona, a la base del nou Pla General Metropolità (1976).
Després del canvi democràtic als Ajuntaments, redactà alguns Plans Generals de ciutats mitjanes (Tolosa a Guipúscoa, Manlleu a Barcelona, Banyoles a Girona, etc.). És assessor així mateix dels Plans Generals a Màlaga, Aranjuez (centre històric), La Corunya, Las Palmas, Madrid, San Sebastián (centre històric). Darrerament ha dirigit la redacció del Pla General de Terrassa (Premi Catalunya d'Urbanisme 2004).
Amb estudi professional a Barcelona, fou autor de múltiples projectes urbans, on va destacar especialment la transformació del Moll de la Fusta a Barcelona (1981-84) per la seva influència en la transformació del front marítim i l'obertura de la ciutat històrica de Barcelona al mar. Els treballs a l'entorn del Port Vell de Barcelona van ser precedits pel Pla Especial de la Barceloneta (Premi Nacional d'Urbanisme 1983) i altres estudis col·laterals (Ordenació del "Pas Sota Muralla", (1987), del Pla de Palau (1990) i projecte de l'Hotel "Pla de Palau" (1989-1990).
Projectes Urbans realitzats han estat la intervenció al Port d'Anvers “De Eijlande” (1990-93), el Port Urbà de Badalona (1988-1994), l'espai de cruïlla de canals “Winschoterkade” a Groningen (1995), la renovació de l'espai portuari i base de Submarins de Saint-Nazaire “Ville-Port” (1996-2002), el Front Marítim de Porto “Passeio Atlántico” (1998-2002), la reordenació i urbanització del Vapor Gran a Terrassa (2002-2007), la Plaça de l'Estació i Estació intermodal de Lovaina “Stationsplein” (1998-2004), la transformació urbanística de les Casernes de Sant Andreu, Barcelona (2006-2011), el nou barri de Torre-sana, a Terrassa (2006-2011), el passeig marítim de la Haia, “Scheveninguen”(2006-2012), el nou centre intermodal al centre d'Anvers “Operaplein” (2004-2011).
Entre els projectes d'edificació destaquen la Casa Muntaner-Avenir de Barcelona (coautor amb el seu pare), el disseny de l'Illa Diagonal (1986-1993), en coautoria amb Rafael Moneo, (premi FAD, 1994) i el disseny del barri de la Sang d'Alcoi (1989-1997) amb l'arquitecte Vicens Vidal (premi IBER-FAD el 1999), l'Estació d'Autobusos de Lovaina (2002) i l'”Edifici Transparent“ a Porto (2002).
Altres projectes urbans d'interès són el projecte estratègic pel front marítim de Thessalonika (1998), la renovació dels “cantieri navali” al port de Genova (1998), el Pla d'Espais Públics d'Almere (1998), la renovació de l'àmbit portuari del “Porto Vecchio” de Trieste (1998-1999), el projecte pel sector central del 22@ al Poblenou (2001), el masterplan “Rijnboog Project” pel centre urbà d'Arnhem (2001-2005), i la transformació estratègica del Barri del Carme a Reus (2002-2009).
L'any 2004 va dirigir una gran exposició teòrica “Ciutats, Cantonades” al FORUM 2004 de Barcelona. Dissenyador i productor de "URBATAS" (1994).
Va morir el 27 de febrer de 2012 a Barcelona.

## Premis i reconeixements
- Premi Nacional d'Urbanisme (1983)
- Premi Ciutat de Barcelona (1986)
- Premi Biennal d'Arquitectura Espanyola (1994)
- Premi FAD (1994)
- Premi IberFAD (1999)
- Gran Prix d'Urbanisme Europa (2000)
- Premi Narcís Monturiol (2000)
- Premi Catalunya d'urbanisme (2004)
- Premi Rei Jaume I d'urbanisme, paisatge i sostenibilitat, de la Generalitat Valenciana (2008)
- Premi Creu de Sant Jordi, de la Generalitat de Catalunya (2009)

## Publicacions com a autor i editor
- Cerdà-Eixample, Edicions UPC, Barcelona, 2010
- Prat Nord, Edicions de Cantonada, Barcelona, 2009
- Urbanitat Capil·lar, (editor) Ed. Lunwerg, Barcelona, 2009
- A Matter of Things..., Ed. Nai Publishers, Rotterdam, 2008 / De cosas urbanas, ed. Gustavo Gili, Barcelona, 2008
- Deu lliçons sobre Barcelona. Ten Lessons on Barcelona, COAC, Barcelona, 2008
- Joan Rubió i Bellver: arquitecte modernista, (editor) COAC, Barcelona, 2007
- Ciutats, Cantonades. Cities, Corners, (editor) Lundweg, Barcelona, 2004
- Les formes de creixement urbà, Edicions UPC, Barcelona, 1993
- Barcelona: remodelación capitalista o desarrollo urbano en el sector de la Ribera Oriental, Ed. Gustavo Gili, Barcelona, 1974

## Monografies
- Manuel de Solà: Progettare Città / Designing cities, Lotus Quaderni 23, Electa, Milano 1999
- Manuel de Sola, Proyectos Urbanos 1986-1991. Geometria 14, Màlaga 1991
- Passei Atlantico, Gabinete Coordinador Programa Polis Lisboa Març 2002.
- Moll de la Fusta, Fundació Manieri, Venecia, Phalaris núm.4 1987

## Projectes urbans destacats
- Plaza de la Marina, Màlaga (1983-1989) Espai públic i aparcament a la façana marítima de Màlaga
- L'illa Diagonal, (amb Rafael Moneo), Barcelona 1986-1993 Complex mixt d'oficines, comercial i hotel a l'Avinguda Diagonal de Barcelona
- Moll de la Fusta, Barcelona (1981-1984) Transformació del front marítim a l'entorn del Port Vell de Barcelona
- Barri de la Sang, Alcoi (1989-1997) Renovació urbana del Barri de la Sang, Alcoi
- De Eijlande, Antwerpen (1990) Operacions estratégiques al port d'Anvers
- Winschoterkade, Groningen (1995) Espai públic a la cruïlla de canals de Winschoterkade
- Ville-Port, Saint-Nazaire (Loira Atlàntic) (1996) Transformació de la Base de Submarins de Saint Nazaire i de l'entorn portuari
- Passeio Atlantico, Porto (2000) Nou viaducte, edifici transparent i passeig marítim en el límit urbà entre Porto i Matosinhos
- Rijnboog Project, Arnhem (2001-2007) Masterplan per la renovació del centre urbà d'Arnhem
- Stationsplein Leuven, Lovaina (1998-2002) Plaça de l'estació, estació intermodal d'autobusos, aparcament soterrat i túnels viaris a Lovaina
- Casernes de Sant Andreu, Barcelona (2006-2011) Transformació urbanística de les Casenes de Sant Andreu
- Torresana, Terrassa (2006-2011) Nou Barri al límit urbà de Terrassa
- Barri del Carme, Reus (2002-2011) Projecte de renovació estratègica del Barri del Carme de Reus
- Operaplein, Anvers (2004-) Renovació de l'entorn de l'òpera (espai públic, tunels viaris, aparcament soterrat i estacions de metro) al centre urbà d'Antwerpen